# Listă de conducători de stat din 941
937 - 938 - 939 - 940 - 941 - 942 - 943 - 944 - 945
Aceasta este o listă a conducătorilor de stat din anul 941:

## Europa
- Amalfi: Mastalus I (patriciu, 914-953) și Ioan (prefect, 939-947)
- Anglia, statul anglo-saxon Wessex: Edmund (rege, 939-946)
- Anjou: Foulques I cel Roșu (conte, cca. 898-941/942) și Foulques al II-lea cel Bun (conte, 941/942-cca. 960)
- Aquitania: Raimond Pons (duce, 932-cca. 950; totodată, conte de Toulouse, 923-950)
- Armenia, statul Ani: Abbas I (rege din dinastia Bagratizilor, 928/929-952/953)
- Armenia, statul Vaspurakan: Derenik-Așot (rege din dinastia Ardzruni, 936/937-953)
- Bavaria: Berthold (duce din dinastia lui Luitpold, 938-947)
- Benevento: Landulf I (principe, 910-943; anterior, co-principe, 901-910), Atenulf al III-lea Carinola (co-principe, 933-943) și Landulf al II-lea cel Roșu (co-principe, 940-943; ulterior, principe 943-961)
- Bizanț: Constantin al VII-lea Porfirogenetul (împărat din dinastia Macedoneană, 913-959) și Roman I Lecapenul (împărat, 920-944)
- Bosnia-Herțegovina, statul Zahumija: Mihail (conducător, înainte de 913-după 949)
- Brandenburg: Geron (margraf, 938-965)
- Bretagne: Alain al II-lea Barbe-torte (duce, 937-952)
- Bulgaria: Petru (țar, 927-970)
- Castilia: Fernan Gonzales (conte, cca. 930-970)
- Cehia: Boleslav I cel Groaznic (cneaz din dinastia Premysl, 935?-967 sau 972)
- Champagne: Herbert I (conte din casa de Vermandois, 923-942)
- Cordoba: Abu'l-Mutarrif And ar-Rahman al III-lea an-Nasr ibn Muhammad ibn Abdallah (emir din dinastia Omeiazilor, 912-961, calif din 929)
- Creta: Shuayb al II-lea ben Ahmad (emir, 940-943)
- Croația: Kresimir I (rege din dinastia Trpimirovic, ca. 935-cca. 945)
- Danemarca: Harald I Blaatand (rege din dinastia lui Grom, cca. 940-cca. 986)
- Flandra: Arnulf I cel Bătrân (conte din dinastia lui Balduin, 918-964 sau 965)
- Franța: Ludovic al IV-lea (rege din dinastia Carolingiană, 936-954)
- Gaeta: Docibilis al II-lea (consul, 906-914; apoi, duce, 914 sau 915-954) și Ioan al II-lea (co-duce, 933 sau 934-954; apoi, duce, 954-962 sau 963)
- Germania: Otto I cel Mare (rege din dinastia de Saxonia-Liudolfingii, 936-973; totodată, duce de Saxonia, 936-961; ulterior, împărat occidental, 962-973)
- Gruzia, statul Abhazia: Gheorghe al II-lea (rege, 916/917-960/961)
- Gruzia, statul Tao-Klardjet: Așot al II-lea (curopalat din dinastia Bagratizilor, 923-954) și Smbat (rege și curopalat, 937-958)
- Hainaut: Regnier al III-lea (conte, ?-957) (?)
- Italia: Ugo de Arles (rege din Familia_Bosonizilor, 926-947)
- Kiev: Igor (mare cneaz din dinastia Rurikizilor, 912-945)
- Leon: Ramiro al II-lea (rege, 931-950)
- Lorena: Otto (duce din casa de Verdun, 940-944)
- Navarra: Garcia Sanchez (rege din dinastia Jimenez, 925-970)
- Neapole: Ioan al III-lea (duce, 927/928-968)
- Normandia: Guillaume I Sabie Lungă (duce, cca. 930-942)
- Norvegia: Erik I Secure Însângerată (rege, cca. 940-cca. 945)
- Olanda: Dirk al II-lea (conte, ?-988) (?)
- Salerno: Guaimar al II-lea cel Ghebos (principe, 900-946)
- Saxonia: Otto al II-lea (duce din dinastia Liudolfingilor, 936-961; totodată, rege al Germaniei, 936-973; ulterior, împărat occidental, 962-973)
- Scoția: Constantin al II-lea (rege, 900-943)
- Serbia: Caslav Klonimirovic (cneaz din dinastia lui Viseslav, după 927-după 950)
- Sicilia: al-Kaim bi-Amr Allah (Muhammad Abu'l-Kasim ibn al-Mahdi) (calif din dinastia Fatimizilor, 934-946)
- Spoleto: Sarlion (duce, 940-943)
- Statul papal: Ștefan al VIII-lea (sau al IX-lea) (939-942)
- Toscana: Umberto (margraf din familia Bosonizilor, 936-961; ulterior, duce de Spoleto, 943-946)
- Toulouse: Raimond al III-lea Pons (conte, 923-cca. 950; totodată, duce de Aquitania, 932-950)
- Ungaria: Zsolt (conducător din dinastia Arpadiană, 907-cca. 947)
- Veneția: Pietro Partecipazio (doge, 939-942)

## Africa
- Fatimizii: al-Kaim bi-Amr Allah (Muhammad Abu'l-Kasim ibn al-Mahdi) (calif din dinastia Fatimizilor, 934-946)
- Idrisizii: al-Kasim Gannun ibn Muhammad ibn al-Kasim (imam din dinastia Idrisizilor, 937-948/949)
- Kanem-Bornu: Aritse (sultan, cca. 893-cca. 942)

## Asia

### Orientul Apropiat
- Bizanț: Constantin al VII-lea Porfirogenetul (împărat din dinastia Macedoneană, 913-959) și Roman I Lecapenul (împărat, 920-944)
- Buizii din Djibal: Imad ad-Daula Abu'l-Hassan Ali (emir din dinastia Buizilor, 932/933-946/947)
- Buizii din Fars și Khuzistan: Imam ad-Daula Abu'l-Hassan Ali ibn Buieh (emir din dinastia Buizilor, 933/934-949/950)
- Buizii din Kerman: Muizz ad-Daula Abu'l-Hussain Ahmad ibn Buieh (emir din dinastia Buizilor, 935/936-949/950)
- Califatul abbasid: Abu Ishak Ibrahim al-Mutakki ibn al-Muktadir (calif din dinastia Abbasizilor, 940-944)
- Samanizii: al-Amir as-Said Nasr al II-lea ibn Ahmad (emir din dinastia Samanizilor, 914-943)

### Orientul Îndepărtat
- Birmania, statul Arakan: Tinhkataing Chandra (rege din dinastia Chandra, 935-951)
- Birmania, statul Mon: Geissadiya (rege, 932-942)
- Cambodgea, Imperiul Kambujadesa (Angkor): Jayavarman al IV-lea (Paramasivapada) (împărat, 928-941) și Harșavarman al II-lea (Brahmaloka) (împărat, 941/942-944)
- Cambodgea, statul Tjampa: Indravarman al III-lea (rege din șasea dinastie, cca. 918-959)
- China: Shi Jingtang (Gaozu) (împărat din dinastia Jin târzie, 936-942)
- China, Imperiul Qidan Liao: Liao Taizong (împărat, 927-947)
- Coreea, statul Koryo: T'aejo (Wang Kon) (rege din dinastia Wang, 918-943)
- India, statul Chalukya răsăriteană: Chalukya-Bhima al II-lea (rege, 936-946)
- India, statul Chola: Parantaka I (rege, cca. 907-cca. 953)
- India, statul Gurjara Pratihara: Vinyakapala I (rege, cca. 912-946)
- India, statul Raștrakuților: Krișna al III-lea (rege, 939-967)
- Japonia: Suzaku (împărat, 930-946)
- Kashmir: Yacaskara (rege din dinastia Yacaskara) (940-948)
- Nepal: Vikramadeva (rege din dinastia Thakuri, cca. 936-945)
- Sri Lanka: Sena al III-lea (rege din dinastia Silakala, 933-942)
- Vietnam, imperiul Van-Xuan: Ngu Quyen (împărat din dinastia Ngo, 939-944)

## America
- Toltecii: Topiltzin (conducător, 923-947)